# Chlorostilbon melanorhynchus
Chlorostilbon melanorhynchus е вид птица от семейство Колиброви (Trochilidae).

## Разпространение
Видът е разпространен в Аруба, Боливия, Бонер, Синт Еустациус, Саба, Бразилия, Венецуела, Гвиана, Еквадор, Колумбия, Кюрасао, Перу, Суринам, Тринидад и Тобаго и Френска Гвиана.